# 阿尔·格林
阿尔伯特·“阿尔”·格林尼（Albert "Al" Greene，1946年4月13日—）是一位美国歌手，在1970年代早期有多首灵魂乐歌曲在榜单上取得佳绩，包括、和他的代表作。他被称为“最后一位伟大的灵魂乐歌手”，于1995年被选入摇滚名人堂，在《滚石》杂志“史上最伟大的100位艺人”榜单上排名第66位。